# Ханава (округ Рімавска Собота)
Ханава (словац. Chanava, угор. Hanva) — село, громада в окрузі Рімавска Собота, Банськобистрицький край, Словаччина. Кадастрова площа громади — 18,93 км². Населення — 720 осіб (за оцінкою на 31 грудня 2017 р.).
Знаходиться за ~22 км на схід-південний схід від адмінцентра округу міста Рімавска Собота і за 4 км від кордону з Угорщиною.

## Історія
Перша згадка 1266 року як Honua..
1828-го року налічувало 117 будинків із 1352 мешканцями, які займалися сільськім господарством.
1938—44 рр село під окупацією Угорщини.
JRD засновано 1949 р.
Як спільна громада затвердилася 1957 року.

## Географія
Розташовано в південно-східній частині Рімавської котловини в долині річки Слана. Протікає річка Лучка.

## Транспорт
Автошлях (Cesty III. triedy) 2805 II/571 — Ханава — Румінце — Фіга (R2).

## Населення
| Рік:            | 1994. | 2004.   | 2014.   | 2024.   |
| --------------- | ----- | ------- | ------- | ------- |
| Кількість осіб: | 673   | 708     | 697     | 715     |
| Різниця:        |       | +5,20 % | -1,55 % | +2,58 % |

| Рік:            | 2023. | 2024.   |
| --------------- | ----- | ------- |
| Кількість осіб: | 708   | 715     |
| Різниця:        |       | +0,98 % |